# Центр нападения (фильм)
«Центр нападения» — советский художественный фильм, снятый режиссёрами Семёном Деревянским и Игорем Земгано на Киевской киностудии в 1946 году. Премьера фильма состоялась 25 июня 1947 года.

## Сюжет
Андрей Кравченко — лучший футболист города — центр нападения футбольной команды «Метеор», работающий инженером-конструктором, когда трудовые обязанности потребовали от него переезда в другой город, оставляет свою команду и любимую девушку. Товарищи по команде и самый лучший друг-вратарь Семён Курочкин считают его поступок предательством. После забавных приключений, друзья примирятся на футбольном поле, где сойдутся как соперники.

## В ролях
- Екатерина Деревщикова — Лена

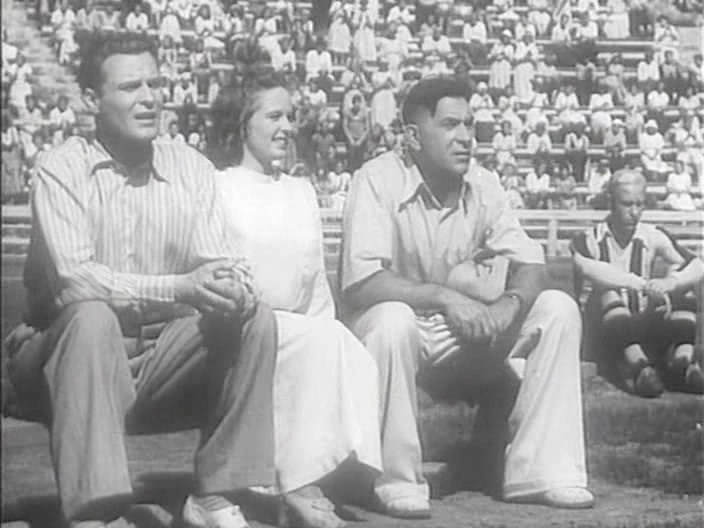
Кадр из фильма «Центр нападения»

- Виталий Доронин — Андрей Кравченко
- Борис Толмазов — Семён Курочкин
- Юрий Лавров — Никанор Иванович, тренер
- Андрей Сова — Степа Шувалов
- Михаил Высоцкий — Василий Миронович, отец Лены
- Лидия Карташова — бабушка Лены
- Виктор Селезнёв — Гоша, брат Лены
- Владимир Лепко — болельщик
- Юрий Тимошенко — Юра, репортёр
- Валерьян Валерский — член коллегии
- Вадим Синявский — комментатор
- Иван Матвеев — футболист (нет в титрах)
- Георгий Петровский — член спорткомитета (нет в титрах)
- Владимир Освецимский — член коллегии (нет в титрах)
- Сергей Петров — Ерофей Тимофеевич, член коллегии (нет в титрах)
- Семён Деревянский — эпизод
- Иван Бондарь — футбольный судья (нет в титрах)
- Варвара Чайка — эпизод (нет в титрах)
- Виктор Мягкий — эпизод (нет в титрах)

## Съёмочная группа
- Режиссёры — Семён Деревянский, Игорь Земгано
- Сценарий — Борис Ласкин, Евгений Помещиков
- Главный оператор — Иван Шеккер, Сергей Ревенко
- Композитор — Оскар Сандлер
- Художник — Алексей Бобровников
- Звукооператор — Г. Григорьев
- Второй режиссёр — Леонид Ман
- Художник по костюмам — Е. Горская
- Художник по гриму — Л. Гороховский
- Ассистенты режиссёра — М. Шабловский, Н. Павликовский,
- Ассистент оператора — А. Ананасов, Н. Максименко
- Ассистент режиссёра по монтажу — Н. Кардаш
- Текст песен — Евгений Долматовский
- Консультант — С. Синица
- Художественный руководитель — Амвросий Бучма
- Директор картины — И. Израилев

## Критика
Киновед Андрей Ромицын резко критиковал фильм:  «В „Центре нападения“ отчетливо выразилось неправильно понимание комедии как жанра, чуждого серьёзным идейным целям». Он утверждал: «Надуманность сюжета комедии исключала возможность более-менее верной психологической характеристики её действующих лиц… Режиссёры не только не смягчили недостатков литературного материала каждой роли, но ещё обострили и подчеркнули их. Внутренняя фальшь образов бросалась в глаза». По оценке Ромицына, авторы фильма «не только не намеревались возражать против шаблонных приёмов американской кинокомедии, но даже заимствовали из неё некоторые художественные принципы».
Кинокритик Ростислав Юренев писал, что «авторы сценария „Центр нападения“ Е. Помещиков и Б. Ласкин много раз, даже много лет подряд „дорабатывали“ своё произведение под руководством не понимающих юмора редакторов, что и определило неуспех фильма».
Советский киновед Иван Корниенко отмечал «ослабление и упрощение конфликтов» в фильме и назвал комедию неудачной. Он написал: «Авторы лишь слегка очертили характеры, построили комедийные ситуации на ряде надуманных недоразумений, попав под влияние развлекательных лент западного кино. Фильм получился поверхностный, примитивный».
Критики указывали, что «сценарий являет образец бесконфликтной драматургии», а также на то, что «упрощённо и облегчённо изображаются герои фильма, но при этом все они подаются как люди широких интересов».